# Conservatorio Botánico de las Mascareñas
El Conservatorio Botánico de las Mascareñas o en francés: Conservatoire botanique national de Mascarin es un conservatorio botánico nacional francés, de unas 7 hectáreas de extensión, que se encuentra en la isla de La Reunión.

## Localización
La Reunión es la isla tropical volcánica más alta de la región, que se formó hace 2.1 millones de años. Está situada a unos 150 km al oeste de Mauricio y 780 km al este de Madagascar, es la más grande (2.512 km²) y la más alta (3.069 m s. n. m.) de todas las islas oceánicas en el Océano Índico. 
Aunque es relativamente poco conocida en comparación a la cercana Isla Mauricio o las Seychelles, la flora nativa de La Reunión parece ser relativamente ricas. Cerca de 240 especies de helechos y más de 500 especies de plantas con flores se han descrito en la isla. Entre las plantas con flores, alrededor de 160 especies son estrictamente endémicas de La Reunión (endemismo a nivel de especie de casi el 30%), y son reconocidos 6 géneros endémicos.
La singularidad de la biota nativa de La Reunión radica en su gran diversidad de tipos de vegetación, que van desde la vegetación litoral y bosques semisecos de tierras bajas, con bajos y elevación a medio húmedo (o lluvia), bosques (nublados) los bosques húmedos montanos y la vegetación ericoide en las cumbres más altas de Piton des Neiges (3.069 m s. n. m.) y Piton de la Fournaise (2.631 m s. n. m.), un volcán aún activo.
El jardín botánico del "Conservatoire botanique national de Mascarin" está instalado en una parte alta, en las laderas de las montañas de la zona oeste de la Reunión, en Colimaçons, en el territorio comunal de Saint-Leu.
Conservatoire botanique national de Mascarin 2, rue du Père Georges, Domaine des Colimaçons, 97436 Saint-Leu, Île de la Réunion, France-Francia.
Planos y vistas satelitales 21°8′15.72″S 55°17′43.08″E / -21.1377000, 55.2953000
Está abierto todos los días excepto los lunes; se cobra una cuota de admisión.

## Historia
El "Conservatoire Botanique National de Mascarin" (CBNM) fue creado originalmente en 1986 bajo el nombre de "Conservatoire et Jardin Botanique de Mascarin". Con unas 12,5 hectáreas de jardín, el CBNM se encuentra a una altitud de 500 m, en el lado de sotavento de la Reunión sobre la ciudad de Saint-Leu. 
Pertenece a una red de 8 Conservatorios Botánicos Nacionales cuyas cinco misiones principales *1- inventario y estudio de la flora nativa; 
- 2- la conservación in situ,
- 3-la conservación ex situ
- 4- información y conocimientos para las autoridades locales;
- 5- educación pública

Estas misiones son definidas y aprobadas por el Ministerio de Medio Ambiente francés. 
El CBNM es actualmente el único conservatorio en los departamentos de ultramar franceses y territorios tropicales (que incluye las islas de Martinica, Guadalupe, Polinesia Francesa, Nueva Caledonia, Wallis y Futuna, y la región de la Guayana francesa en América Tropical).
Hasta 1996, el principal objetivo de CBNM se centró principalmente en la conservación "ex situ"; el cultivo y la propagación de plantas raras y amenazadas endémicas de La Reunión ("el 60% de la flora en peligro de extinción de la isla de Reunión ha sido rescatada y establecida en el cultivo en el jardín con éxito", BGCNews 1 (4)), 
Sus actividades se extienden también a las otras islas Mascareñas (a saber, Mauricio y Rodrigues) y Madagascar. 
Actualmente, el CBNM se está convirtiendo en una mayor participación en la gestión y el monitoreo de especies y poblaciones en sus hábitats naturales, incluyendo el estudio y control de plantas invasoras que son reconocidas como una de los principales amenazas a las floras natales de las islas, y son también de importancia creciente para los jardines botánicos (BGCNews 3 (1), diciembre de 1998). 
La propagación "ex situ" se considera como el último salvavidas de una especie en peligro de extinción (citado por el fallecido J .-P. Galland quien fundó la red de conservatorios Botánico Nacional en Francia en 1988), y una herramienta para los programas de conservación "in situ" (reintroducción, refuerzo población en la naturaleza, la restauración del hábitat).
Situado en el corazón de una antiguo dominio agrícola criollo, que el marqués de Châteauvieux creó en 1857. Actualmente está administrado por una asociación sin ánimo de lucro. 
Desde 1996, un equipo de científicos jóvenes (con edades comprendidas entre 26 a 31 años), todos nativos de la isla que se han formado en la Universidad de La Reunión, ha sido contratado por el actual director de CBNM, D. Lucas., y junto a otros empleados hacen un total de alrededor de 40 empleados.
Su misión es la protección de las especies vegetales de las islas Mascareñas y de Mayotte.
En diciembre de 2005 se inauguró el roquedo pedagógico que después sirvió de decorado a principios del 2006 para el rodaje de escenas del saga del verano de la cadena de televisión Francia 2, de los Secretos del volcán.

## Colecciones
El Conservatorio botánico de las Mascareñas presenta numerosas especies endémicas de la isla de la Reunión, como el latanier rojo (Latania lontaroides).
Entre sus colecciones de plantas, destacan: 
- La colección "Reunión" es una presentación de lo que era el bosque original de la parte Oeste de la isla, con numerosas especies endémicas amenazadas de desaparición.
- Colección de plantas lontan, con las plantas de uso económico que se han introducido a lo largo del tiempo en las Mascareñas, café, tabaco, especias, caña de azúcar, y Geranium, y como su introducción fue transformando el paisaje de las islas.
- La colección verger, presenta las especies cultivadas históricamente en la Reunión, y de otras que actualmente se encuentran en los jardines y en las explotaciones agrícolas.
- Colección de plantas suculentas, con una exhibición de plantas adaptadas a las condiciones de extrema sequedad.
- Colección de Palmeras, nos muestra la diversidad de recursos de estas plantas.

Se considera por ejemplo que se trata de la más importante estación susceptible de albergar la salamides de Agustino (Salamis augustina), mariposa de una especie extremadamente rara y amenazada.
Algunos especímenes del "Conservatoire botanique national de Mascarin".

Especímenes
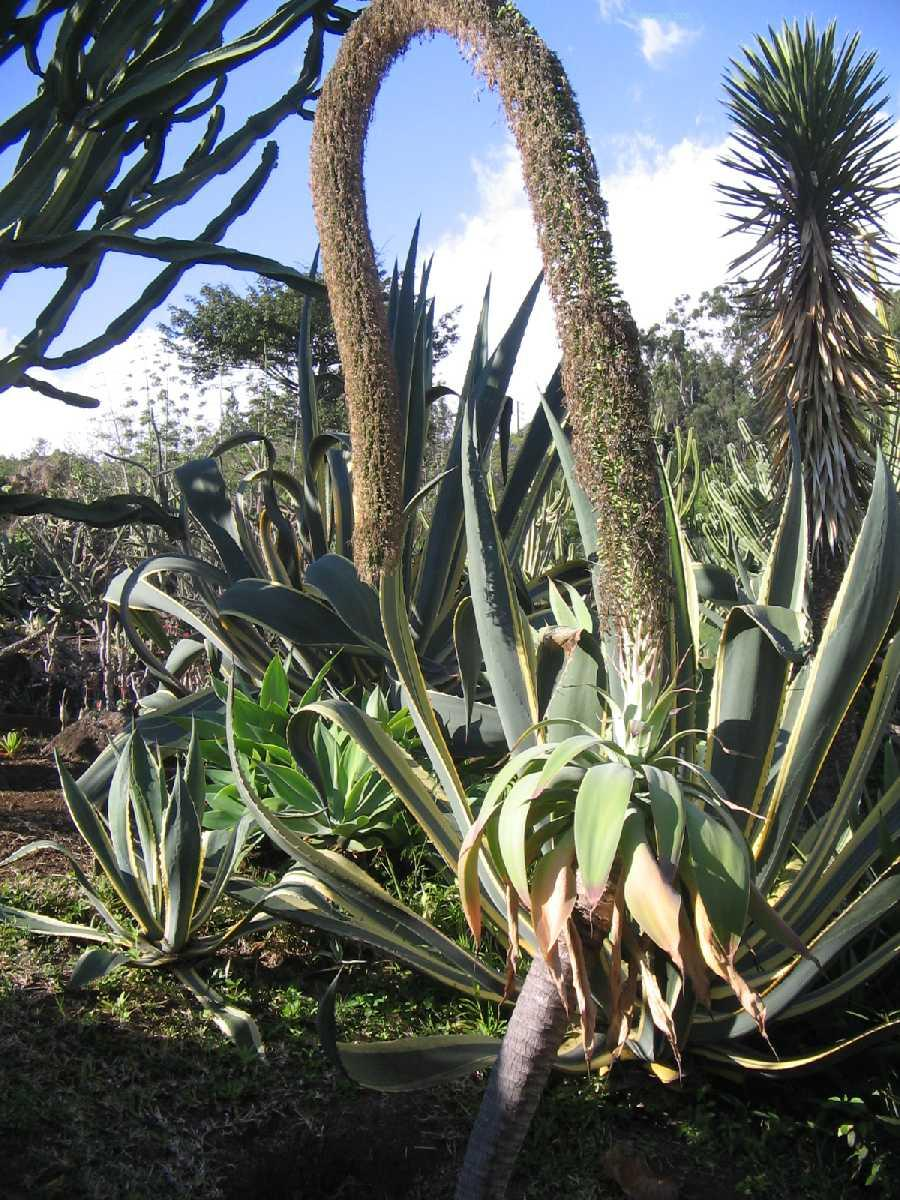
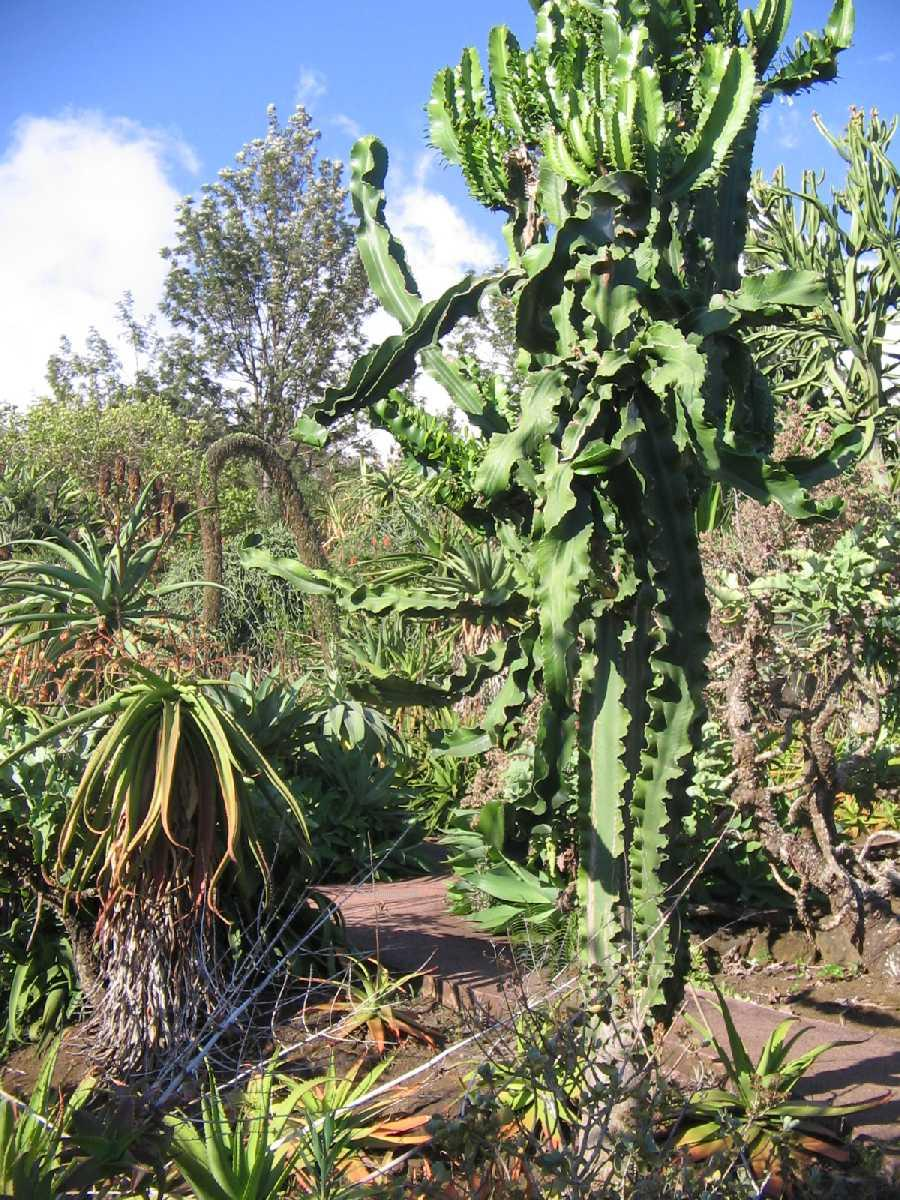
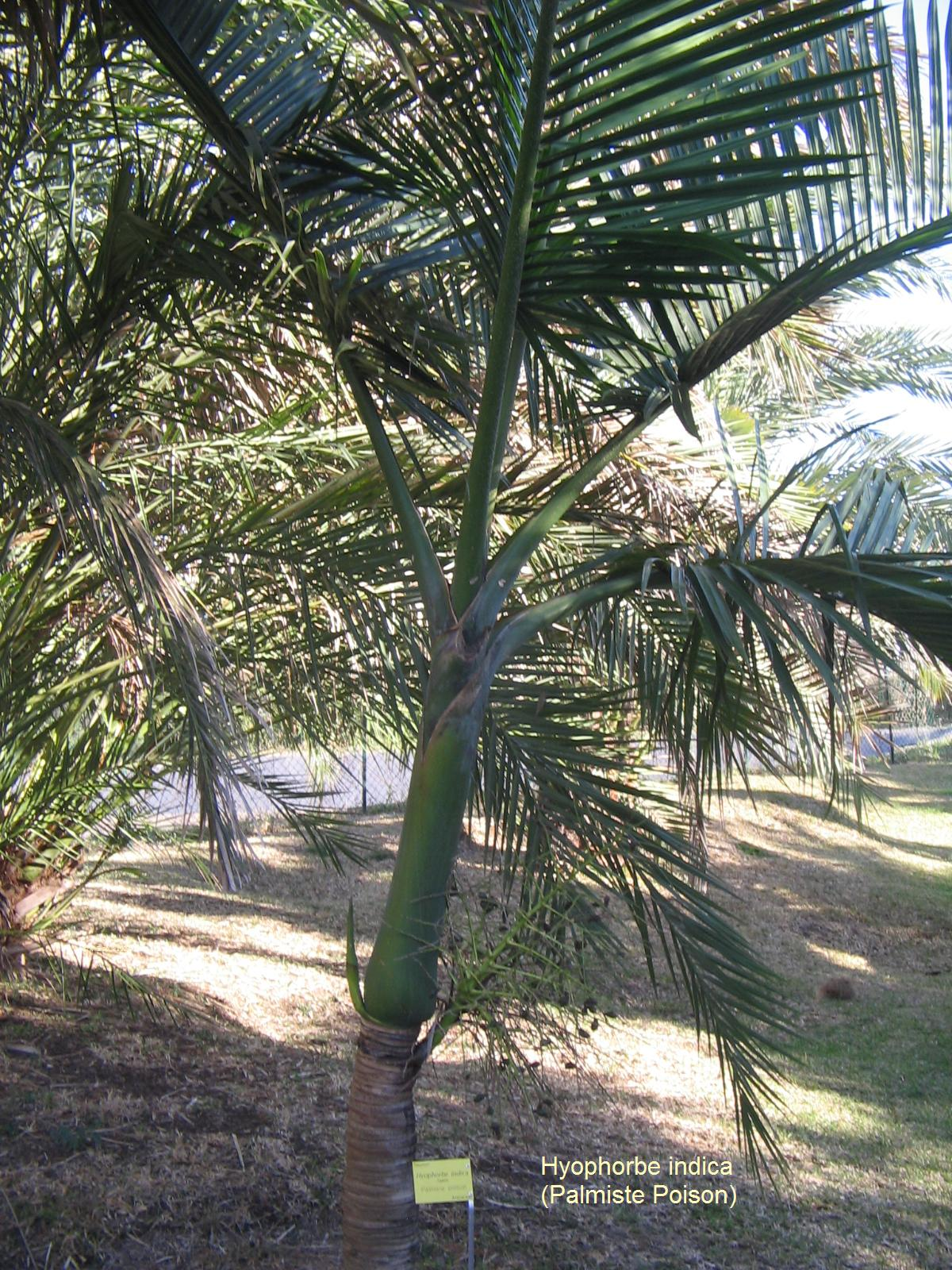
Hyophorbe indica
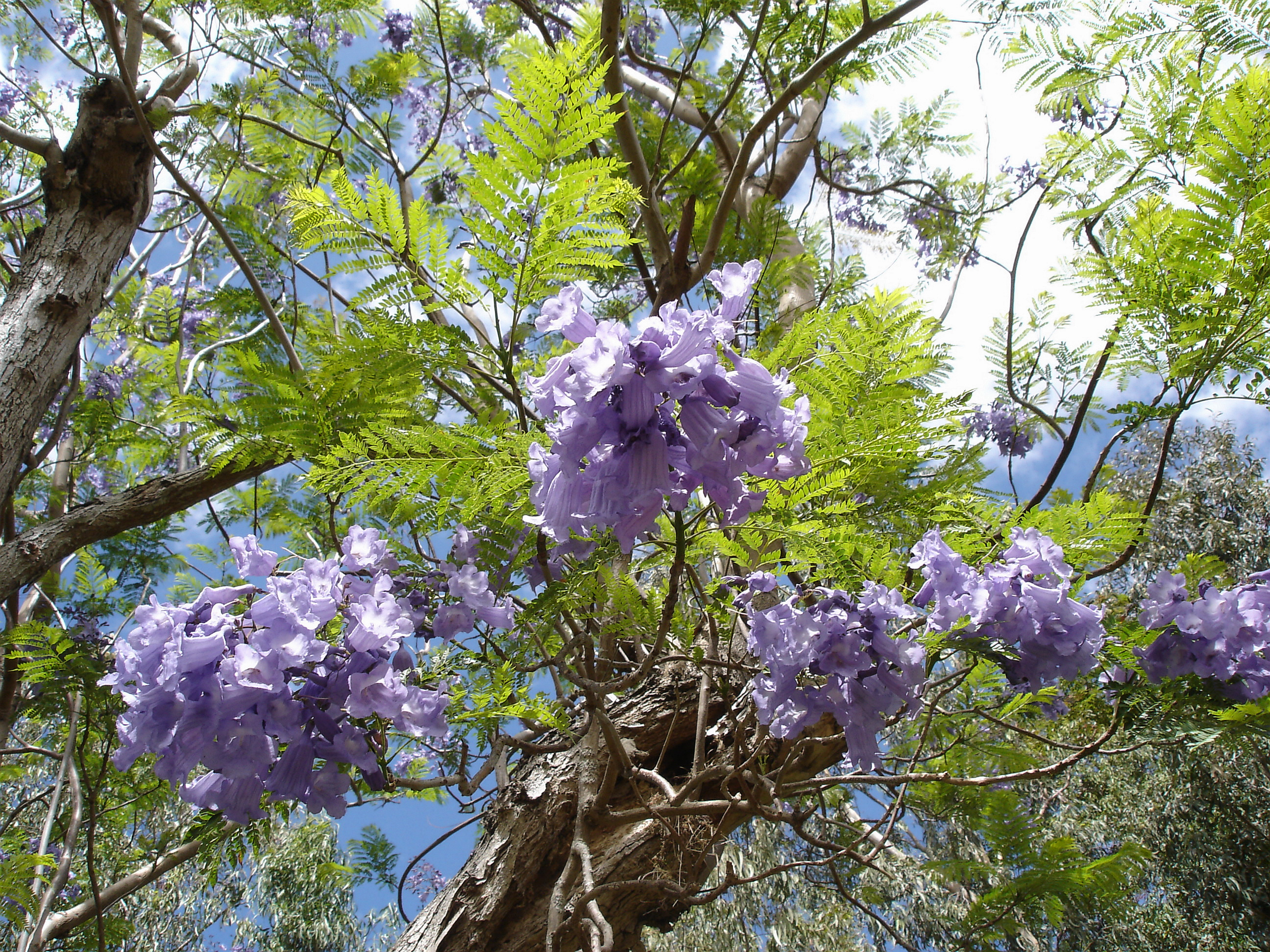
Jacaranda mimosifolia
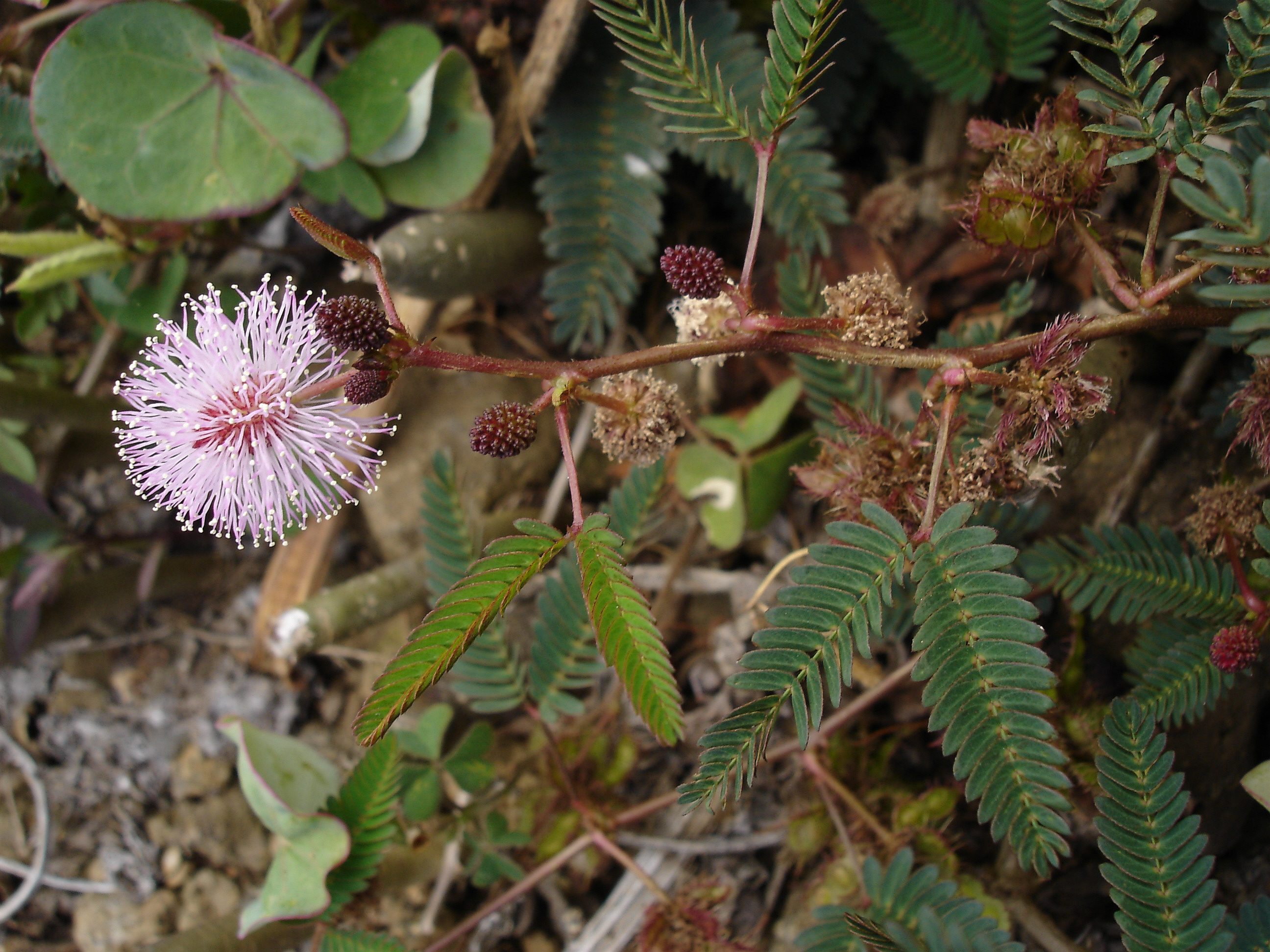
Mimosa pudica
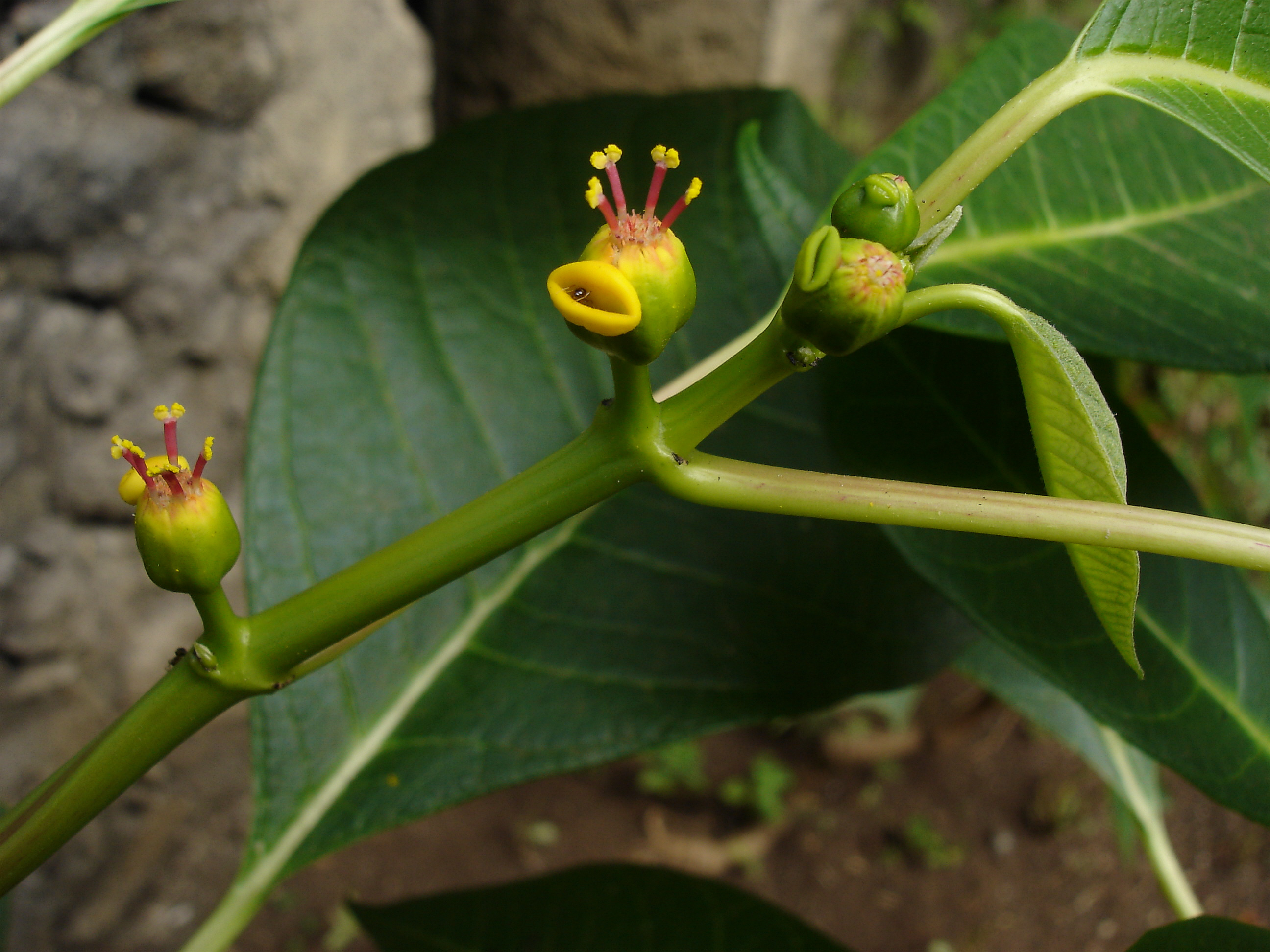
Euphorbia pulcherrima.